# Чемпионат мира по самбо 1996
XX Чемпионат мира по самбо 1996 года прошёл в Токио (Япония) 1-3 ноября. В соревнования участвовали представители 23 стран. Главным судьёй соревнований был Альберт Астахов. Сборная Татарстана выступала отдельной командой.

## Медалисты

### Мужчины
| Весовая категория | Золото                        | Серебро                       | Бронза                                                      |
| ----------------- | ----------------------------- | ----------------------------- | ----------------------------------------------------------- |
| до 52 кг          | Джейхун Мамедов · Азербайджан | Огнон Нарангэрэл · Монголия   | Армен Биджосян · Россия · Корган Туримдетон · Казахстан     |
| до 57 кг          | Алексей Архипов · Россия      | Бадри Джаниашвили · Грузия    | Батараа Дашпунцаг · Монголия · Галиб Гумбатов · Азербайджан |
| до 62 кг          | Сергей Жарков · Россия        | Мамука Курдгелашвили · Грузия | Батсайдан Дамдинсурэн · Монголия · Хотрузбаев · Казахстан   |
| до 68 кг          | Гагик Казарян · Армения       | Николай Хорзов · Россия       | Иван Нетов · Болгария · Арчил Чохели · Грузия               |
| до 74 кг          | Джондо Музашвили · Грузия     | Павел Перепичай · Беларусь    | Пилял Байчоров · Россия · Шахмураз Гасымов · Азербайджан    |
| до 82 кг          | Гусейн Хайбулаев · Россия     | Андрей Карасёв · Татарстан    | Юрий Сеножатский · Беларусь · Григол Маградзе · Грузия      |
| до 90 кг          | Шухрат Ходжаев · Узбекистан   | Вано Гамхиташвили · Грузия    | Анатолий Дрога · Украина · Сергей Камышев · Россия          |
| до 100 кг         | Мурат Озов · Россия           | Ростислав Борисенко · Украина | Бохир Худагаев · Узбекистан · Сергей Алеханов · Татарстан   |
| свыше 100 кг      | Давид Хахалейшвили · Грузия   | Махмадуст Тошов · Узбекистан  | Георгий Тонков · Болгария · Мурат Хасанов · Россия          |

### Женщины
| Весовая категория | Золото                          | Серебро                      | Бронза                                                       |
| ----------------- | ------------------------------- | ---------------------------- | ------------------------------------------------------------ |
| до 48 кг          | Милана Клейна · Россия          | Олите Кальво · Испания       | Екатерина Зайцева · Узбекистан · Татьяна Москвина · Беларусь |
| до 52 кг          | Наталья Костылева · Россия      | Маргифа Абичева · Казахстан  | Ивелина Цветкова · Болгария · Бояна Билак · СР Югославия     |
| до 56 кг          | Сауле Габдуллина · Казахстан    | Людмила Матикая · Украина    | Ирина Павел · Россия · Агуе де Хуан · Испания                |
| до 60 кг          | Зульфия Гусейнова · Азербайджан | Зульфия Гарипова · Татарстан | Татьяна Иванова · Россия · Наталья Барда · Украина           |
| до 64 кг          | Ольга Матвеева · Россия         | Ирина Богачёва · Литва       | Чулун Онеунтунгалаг · Монголия · Бидарте Перайта · Испания   |
| до 68 кг          | Митико Такэда · Япония          | Татьяна Медведева · Россия   | Аида Давидаитуте · Литва · Диана Войнович · СР Югославия     |
| до 72 кг          | Татьяна Беляева · Украина       | Юлия Овчинникова · Россия    |                                                              |
| до 80 кг          | Светлана Лисянская · Украина    | Эльмира Викилова · Россия    | Раса Сарапиниен · Литва · Жамал Бозова · Казахстан           |
| свыше 80 кг       | Вероника Козловская · Беларусь  | Ирина Емельянова · Россия    | Юлия Янкина · Узбекистан · Светлана Буряк · Украина          |